# Al-Qamishli
Qamishli (em árabe: القامشلي, Al Qāmišlī; em curdo: Qamişlo; em turco: Kamışlı) é uma cidade da Síria, junto a fronteira com Nusaybin, na Turquia. É a capital do distrito de Al-Qamishli, parte do governado de Al Hasakah. Atualmente, a cidade têm uma população de cerca de 230 mil habitantes e é considerada a capital do Curdistão Sírio.

## História
Al-Qamishli está situada próxima aos Montes Tauro, localizada perto da antiga cidade de Urqués, sendo esta fundada por volta de 3800 a.C. A moderna cidade foi fundada em 1926 com uma estação de trem na ferrovia Tauro. 
Al Qamishli recentemente experimentou uma boa situação econômica, devido à exploração de petróleo na Shuk Qarah, região 80 km a leste da cidade.